# Stéphane Houdet
Stéphane Houdet (Saint-Nazaire, 20 november 1970) is een rolstoeltennisspeler uit Frankrijk. Hij won vier grandslamtitels in het enkelspel en 20 in het dubbelspel.(januari 2025)
Op de Paralympische Zomerspelen 2008 won hij een gouden medaille in het dubbelspel, samen met Michaël Jérémiasz. Op het officieus wereldkampioenschap van 2011 won hij de enkelspeltitel – in de finale versloeg hij de Nederlander Maikel Scheffers. Op de Paralympische Zomerspelen 2012 won hij de zilveren medaille in het enkelspel en in het dubbelspel een bronzen medaille aan de zijde van Jérémiasz. Een tweede gouden medaille won hij op het dubbelspel van de Paralympische Zomerspelen 2016, met Nicolas Peifer aan zijn zijde. In 2014 won Houdet alle vier grandslamtoernooien in het dubbelspel, drie met de Japanner Shingo Kunieda en Roland Garros met Joachim Gérard.
De dubbelspeltitel op het Wheelchair Tennis Masters-toernooi won Houdet niet minder dan zevenmaal, waarvan de laatste drie (2016, 2018, 2019) met zijn landgenoot Nicolas Peifer.
Zowel in het enkel- als in het dubbelspel bereikte hij de eerste plaats op de wereldranglijst.